# Tomentella cinereoumbrina
Tomentella cinereoumbrina är en svampart som först beskrevs av Giacopo Bresàdola, och fick sitt nu gällande namn av Stalpers 1993. Tomentella cinereoumbrina ingår i släktet Tomentella och familjen Thelephoraceae.  Artens status i Sverige är: Ej påträffad. Inga underarter finns listade i Catalogue of Life.